# 波志江パーキングエリア

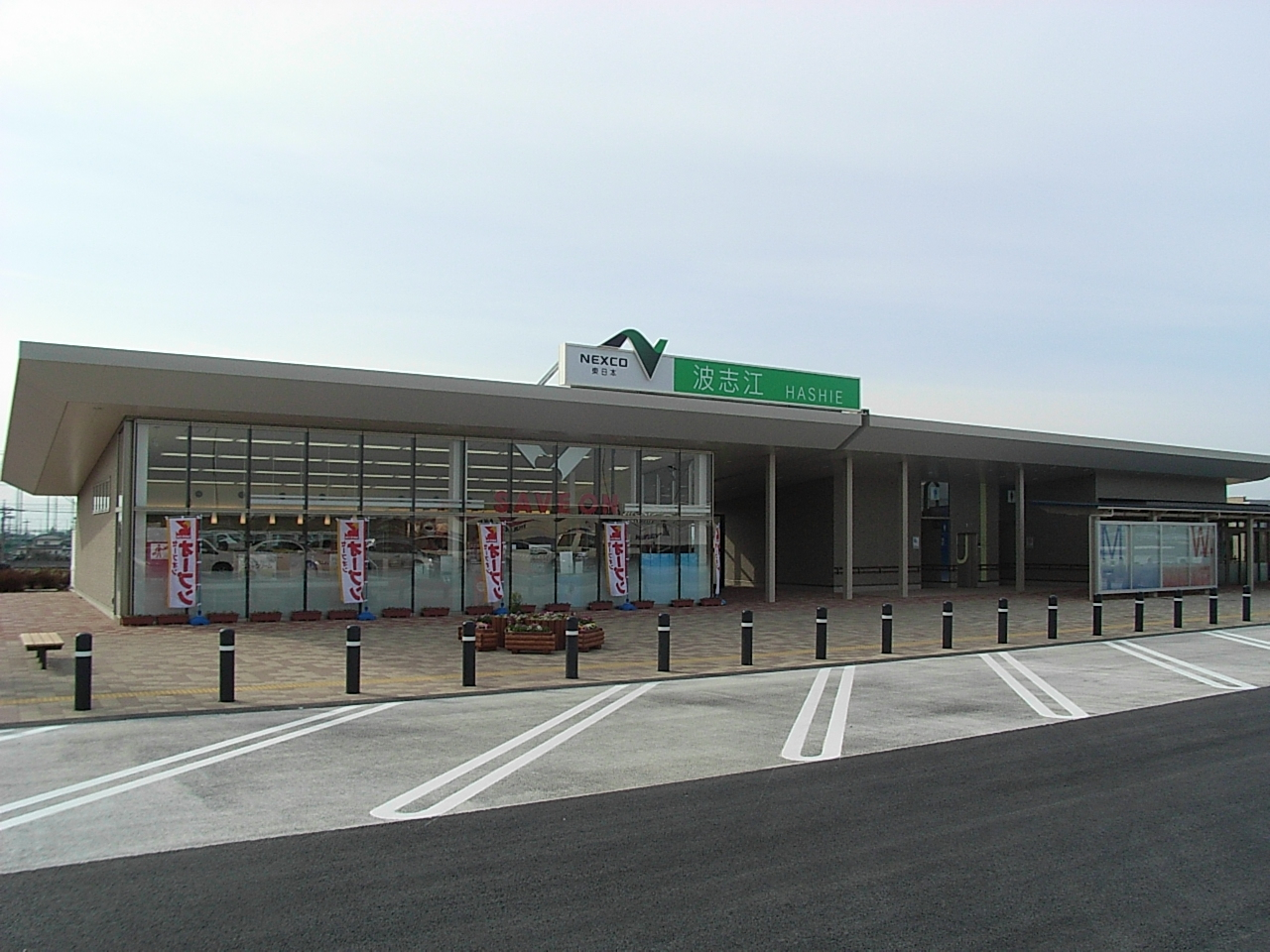
波志江PA（西行。2008年3月）

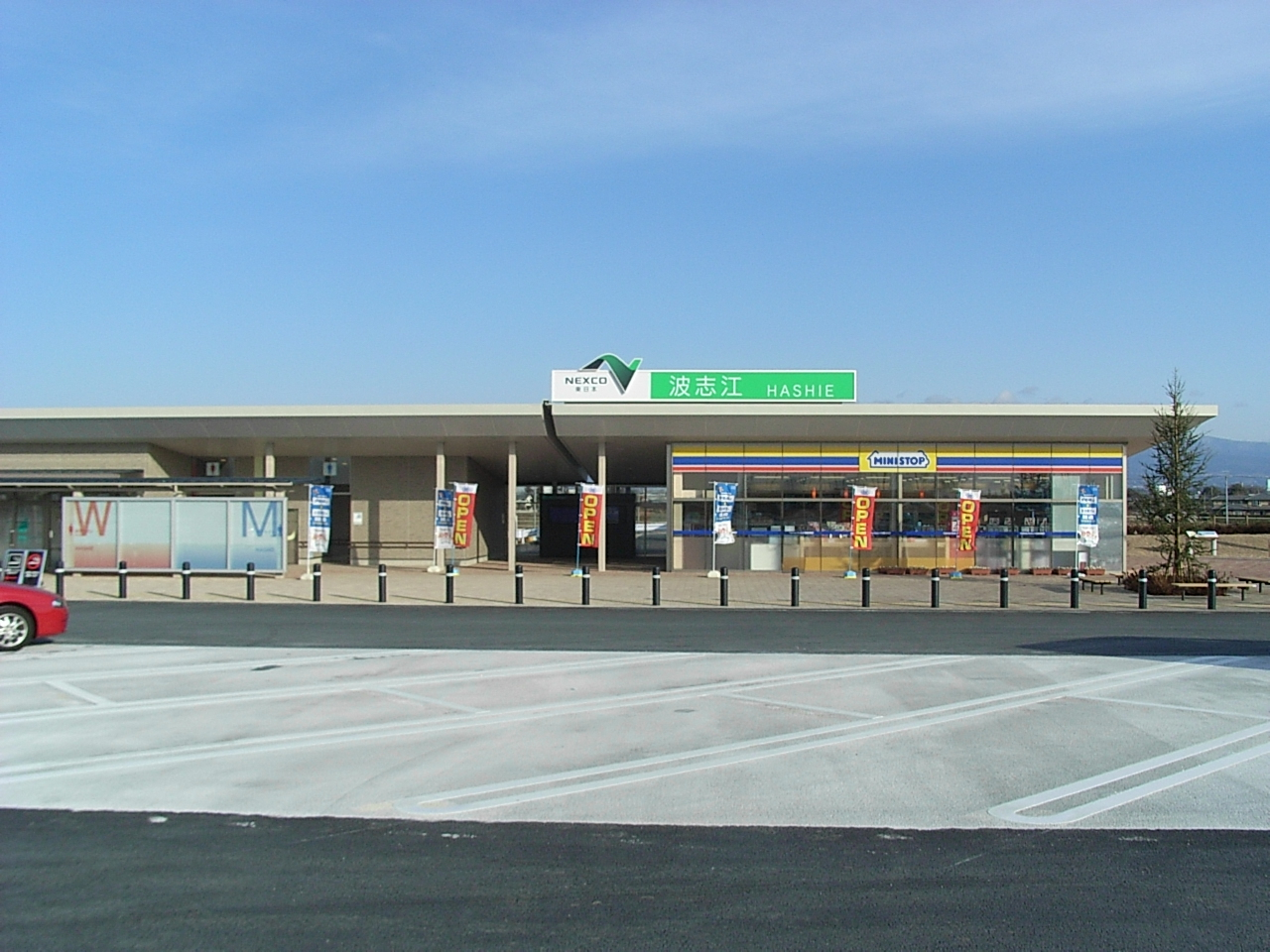
波志江PA（東行。2008年3月）

波志江パーキングエリア（はしえパーキングエリア）は、群馬県伊勢崎市波志江町にある北関東自動車道のパーキングエリア。波志江スマートインターチェンジを併設する。
2008年3月1日に供用を開始した。尚、建設当初の仮称は「伊勢崎パーキングエリア」であった。

## 道路
- E50 北関東自動車道(2-1番)

## 施設

### 西行き（高崎方面）
- 駐車場
  - 大型 34台
  - 小型 31台
  - トレーラー 2台
  - 身障者用駐車場有
- トイレ
  - 男性 大4（和式1・洋式3）・小6
  - 女性 12（和式3・洋式9）・同伴の男児用 1
  - 車椅子用 1
- コンビニエンスストア（ローソン、24時間）※2018年8月21日まではセーブオン[2]。
  - ATMコーナー（ローソン銀行）とイートインコーナーも設置。
- 給電スタンド（24時間）
- スマートIC（2008年3月29日供用開始。24時間利用可能）
  - 大型車を含む全車種利用可能。
- エリアスタンプは国定忠治（コンビニ入口にある）。

### 東行き（太田桐生方面）
- 駐車場
  - 大型 34台
  - 小型 31台
  - トレーラー 2台
  - 身障者用駐車場有
- トイレ
  - 男性 大4（和式1・洋式3）・小6
  - 女性 12（和式3・洋式9）・同伴の男児用 1
  - 車椅子用 1
- コンビニエンスストア（ミニストップ、24時間）
  - ATMコーナー（イーネット、群馬銀行管理）とイートインコーナーも設置。
- 給電スタンド（24時間）
- スマートIC（2008年3月29日供用開始。24時間利用可能）
  - 大型車を含む全車種利用可能。
- エリアスタンプは華蔵寺公園（コンビニ入口にある）。

## 伊勢崎・波志江高速バス停留所
スマートインターチェンジ外に設置されている。

### 沿革
- 2011年（平成23年）4月29日 : 開設。
- 2012年（平成24年）4月1日 : 新たに3路線が乗り入れ開始。
- 2014年（平成26年）3月31日 : 羽田空港線の乗り入れが終了。
- 2016年（平成28年）4月3日 : 全ての路線の乗り入れが終了。

### 停車する路線
全て2016年4月3日をもって乗り入れを終了した。
- 日本中央バス
  - 夜行高速バス「シルクライナー」
    - 京都駅八条口・大阪なんばOCAT行
    - 金山駅南口・名古屋駅太閤通口・奈良ロイヤルホテル・大阪なんばOCAT

  - 夜行高速バス「仙台ライナー」
    - 仙台駅東口行

### 乗り換え
- 伊勢崎市コミュニティバス（あおぞら）
  - 波志江・赤堀連絡バス 伊勢崎駅 - 岡屋敷会館 - かじはら - 消防2分団前

ともに当停留所から徒歩約10分。

※バス利用者、送迎車用の無料駐車場が設置されているため、自家用車、タクシーでのアクセスが主である。

## 隣
E50 北関東自動車道
(2) 駒形IC - (2-1) 波志江PA/SIC - (3) 伊勢崎IC

## その他
- 2008年（平成20年）3月29日から、上下線で利用可能なスマートICの社会実験が開始され、2009年（平成21年）4月1日から本格運用を開始した（大型車を含めた全車種が利用可能、24時間運用のスマートICとなっている）。
- 周辺の一般道からも利用が可能であり、その際はコンビニエンスストアの搬入路を使用する。なお、数台分の外部客専用駐車場（普通・小型車用）も設けられている。
- 上記の構造により、波志江沼周辺の公園を本線から降りずに散策することも可能である。
- 2011年4月29日から、スマートインターチェンジ外に高速バス北関東ライナー宇都宮 - 高崎・前橋線の「伊勢崎波志江」バス停が新設された（前橋方面行きは降車専用、佐野・宇都宮方面行きは乗車専用）